# Zimní trojúhelník

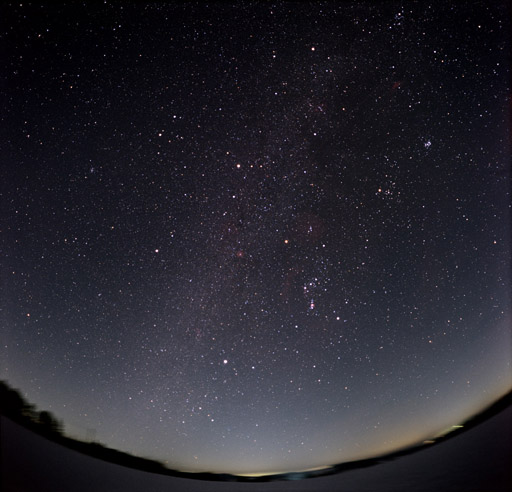
Zimní trojúhelník (červeně) uvnitř Zimního šestiúhelníku

Zimní trojúhelník je výrazný asterismus severní zimní oblohy tvořený třemi nejjasnějšími hvězdami období:
- Sírius (α Canis Majoris) v souhvězdí Velkého psa,
- Betelgeuze (α Orionis) v souhvězdí Oriona,
- Prokyon (α Canis Minoris) v souhvězdí Malého psa.

Na obloze trojúhelník zhruba obepíná slabé souhvězdí Jednorožce a uvnitř většího Zimního šestiúhelníku slouží pozorovatelům jako snadno rozeznatelný orientační prvek.

## Viditelnost
Z mírných severních šířek vrcholí trojúhelník kolem půlnoci v prosinci a lednu.
- Podzim – objevuje se nad východním obzorem v brzkých ranních hodinách.
- Zima – vystupuje vysoko na jihu; v 21 h SEČ leží Betelgeuze téměř na meridianu.[2]
- Jaro – po západu Slunce klesá k západnímu obzoru.

Na jižní polokouli je asterismus vidět v letních měsících (prosinec–únor) níže nad severovýchodním až severním obzorem, převrácený „vzhůru nohama“.

## Vztah k Zimnímu šestiúhelníku
Zimní šestiúhelník zahrnuje kromě Síria a Prokyonu i hvězdy Capellu, Aldebaran, Rigel a Polluxa. Trojúhelník představuje jeho centrální část, takže po nalezení jasného Síria lze snadno dokreslit celé šestiúhelníkové uskupení.

## Charakteristika hvězd
| Hvězda     | Souhvězdí | Zdánlivá mag. | Spektrální typ | Vzdálenost (ly) |
| ---------- | --------- | ------------- | -------------- | --------------- |
| Sírius     | Velký pes | –1,46         | A1 V           | 8,6             |
| Betelgeuze | Orion     | 0,50          | M2 Iab         | 548             |
| Prokyon    | Malý pes  | 0,34          | F5 IV–V        | 11,5            |

## Související asterismy
- Zimní šestiúhelník
- Letní trojúhelník
- Jarní trojúhelník
- Velký diamant